# 2014年中国驻旧金山总领事馆纵火案

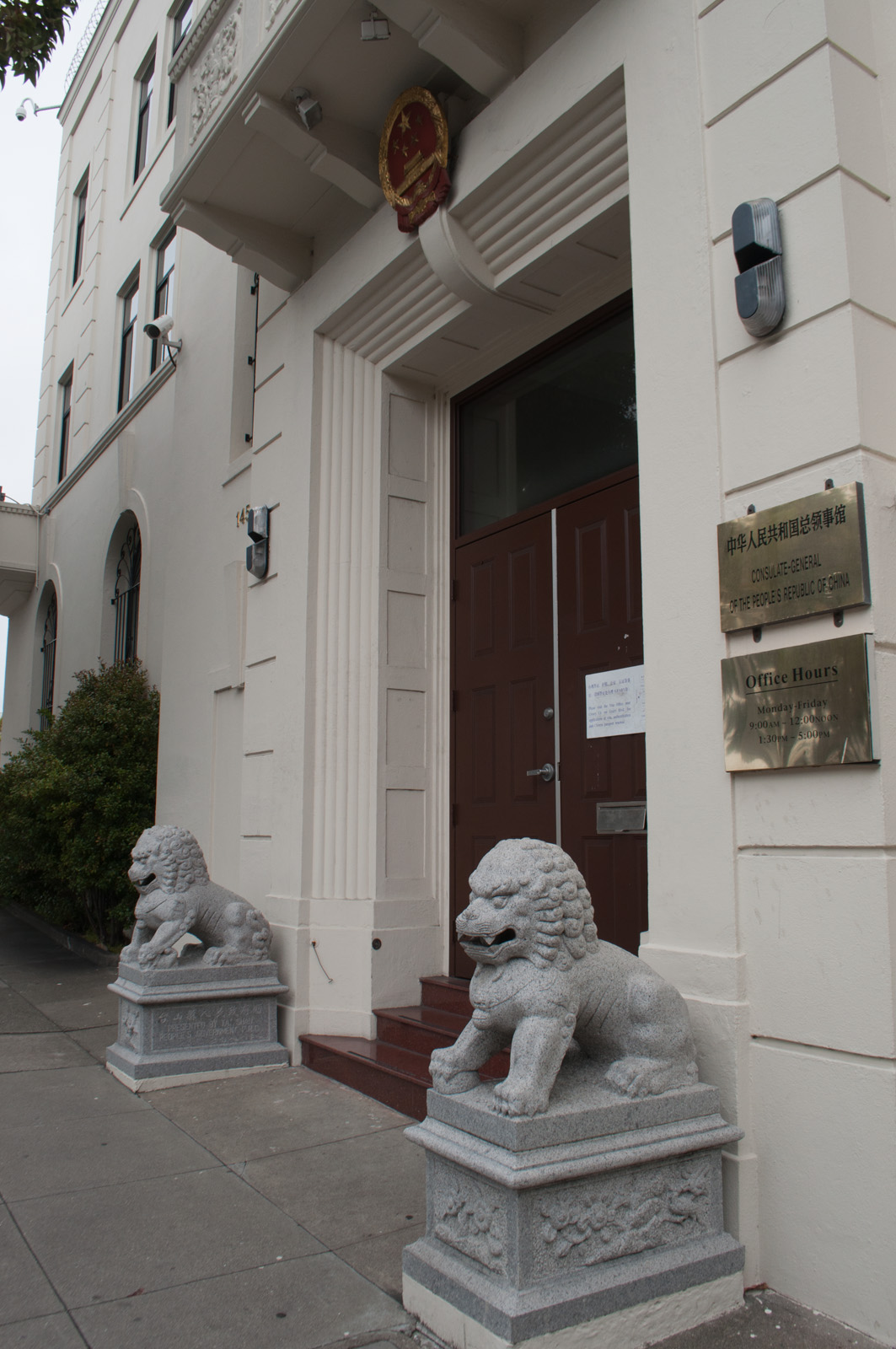
中國駐舊金山總領事館正門

2014年中国驻旧金山总领事馆纵火案是指发生在2014年1月1日的一宗针对中国驻旧金山总领事馆的纵火案。嫌犯使用汽油泼向总领事馆门口，致使总领事馆正门严重损毁。

## 事发经过
2014年1月1日21时25分，一名男子驾驶面包车开到中国驻旧金山总领馆门前，取下两桶汽油泼向总领馆正门，然后点火焚烧，致使领馆正门严重损毁。
数天后的1月6日，美国联邦调查局在旧金山举行的记者会，称男性嫌疑犯已自首，39岁，名为冯严丰，有美国永久居留权。他在1月3日下午打电话给戴利城警察局自首。发言人称其犯罪行为只是个人行为，不涉及恐怖组织、政治或民权等。
1月7日上午，美国联邦法院北加州地区法庭开庭审理此案，被媒体称为冯严丰的嫌疑犯出庭受审。
2016年11月30日，美国联邦法院北加州地方法庭法官玛克辛·切斯尼宣判，嫌犯冯严丰被控两项联邦刑事罪名，包括纵火罪和蓄意破坏位于美国境内的外国政府、国际组织、外国官员或官员客人财产罪。冯严丰因犯有两项罪，已被联邦法院判刑35个月及3年监管。冯严丰律师为其辩护，称因患有精神病，冯本人也曾对法庭称，他纵火是因为听到脑子里有声音让他如此。2016年9月14日，冯严丰与检察官达成认罪协议，只追究其暴力威胁外国官员罪。